# Ферешти (Васлуј)
Ферешти (рум. Ferești) насеље је у Румунији у округу Васлуј у општини Ферешти. Oпштина се налази на надморској висини од 168 m.

## Становништво
Према подацима из 2002. године у насељу је живело 2131 становника, од којих су сви румунске националности.